# The Bride of Marblehead
The Bride of Marblehead è un cortometraggio muto del 1914 diretto e interpretato da Harry Myers.

## Produzione
Il film fu prodotto dalla Victor Film Company.

## Distribuzione
Distribuito dall'Universal Film Manufacturing Company, il film - un cortometraggio di due bobine - venne distribuito nelle sale degli Stati Uniti il 23 ottobre 1914.